# Phare de Saint-Valery-en-Caux
Le phare de Saint-Valery-en-Caux (Seine-Maritime, France) est une tour cylindrique blanche avec une lanterne verte sur galerie située au bout de la jetée Ouest. Il a été construit en 1882 puis modifié en 1914.
Sa portée varie de 5 à 15 milles selon le temps.
Il est alimenté électriquement depuis 1958.
Le feu rouge de l'autre jetée est un candélabre en fonte datant de 1857.
Identifiant :  ARLHS : FRA-152 - Amirauté : A1238 - NGA : 8760 .
|          |
| Le phare |

|                  |
| L'entrée du port |

## Historique

### Premier phare de la jetée Ouest
Ce phare construit en 1805 était une tourelle carrée en briques avec un feu blanc fixe d'une portée de 6 milles et d'une hauteur de 10,50 mètres. Il était situé à 33 mètres de l'extrémité de la jetée, puis à 66 mètres après l'agrandissement de celle-ci en 1844. Il a été démonté en 1872 pour être remplacé par un feu de marée monté sur un montant en fer d'une hauteur de 5 mètres à l'extrémité de la jetée, jusqu'à la construction du phare actuel en 1882.
|                  |
| Le phare en 1829 |

### Phare de la jetée Est
Ce phare en tôle, construit en 1914, avait une hauteur de 5 mètres avec un feu rouge fixe. Il était situé à l'extrémité de la jetée Est et a été détruit durant la Seconde Guerre mondiale en 1944.
|                                          |
| Le phare de la jetée Est détruit en 1944 |